# Ривијера Навиљио (Венеција)
Ривијера Навиљио је насеље у Италији у округу Венеција, региону Венето.
Према процени из 2011. у насељу је живело 394 становника. Насеље се налази на надморској висини од 8 м.